# Morena i perillosa
 Morena i perillosa  (original: My Favorite Brunette) és una pel·lícula estatunidenca dirigida per Elliott Nugent, estrenada el 1947. És una paròdia de pel·lícula negra i va ser doblada al català

## Argument
Ronnie Jackson és condemnat a mort i a punt de ser executat. En flashback, contarà la seva història: fotògraf que somia en ser detectiu, és detingut com a tal, conseqüència d'un quid pro quo, i es troba embolicat per una dona fatal en una història que el portarà a la seva perdició...

## Repartiment
- Bob Hope: Ronnie Jackson
- Dorothy Lamour: La baronessa Carlotta Montay
- Peter Lorre: Kismet
- Lon Chaney Jr.: Willie
- John Hoyt: El doctor Lundau, psiquiatre
- Charles Dingle: El Major Simon Montague
- Reginald Denny: James Collins, geòleg
- Frank Puglia: El Baró Montay
- Ann Doran: Miss Rogers
- Jack La Rue: Tony
- Charles Arnt: Oliver J. Crawford
- Willard Robertson: el director de la Presó d'estat de San Quentin
- Anthony Caruso: el primer home al passadís de la mort
- Jack Chefe: Henri, l'amo d'hotel del restaurant "el Pollastre d'Or"
- Charles Cooley: un criat del "Pollastre d'Or"
- Boyd Davis: Mr. Dawson, del Departament d'Estat
- Tom Dillon: un policia
- Mike Donovan: l'inspector de policia Kelly
- Helena Phillips Evans: Mabel, la dona de fer feines
- Betty Farrington: la infermera en cap
- Budd Fina: un inspector de policia
- James Flavin: el tinent de policia Mac Hennessey
- Al Hill: un policia de l'estat
- Roland Soo Hoo: Fung, un petit Xinès insuportable fotografiat per Ronnie
- Franklin Hurst: el majordom

I en aparicions que no surten als crèdits:
- Bing Crosby: Harry, un botxí frustrat
- Betty Hutton: ella mateixa cantant "Murder, He Says" (seqüència d'arxiu)
- Alan Ladd: Sam McCloud, el veí detectiu privat de Ronnie